# Minne

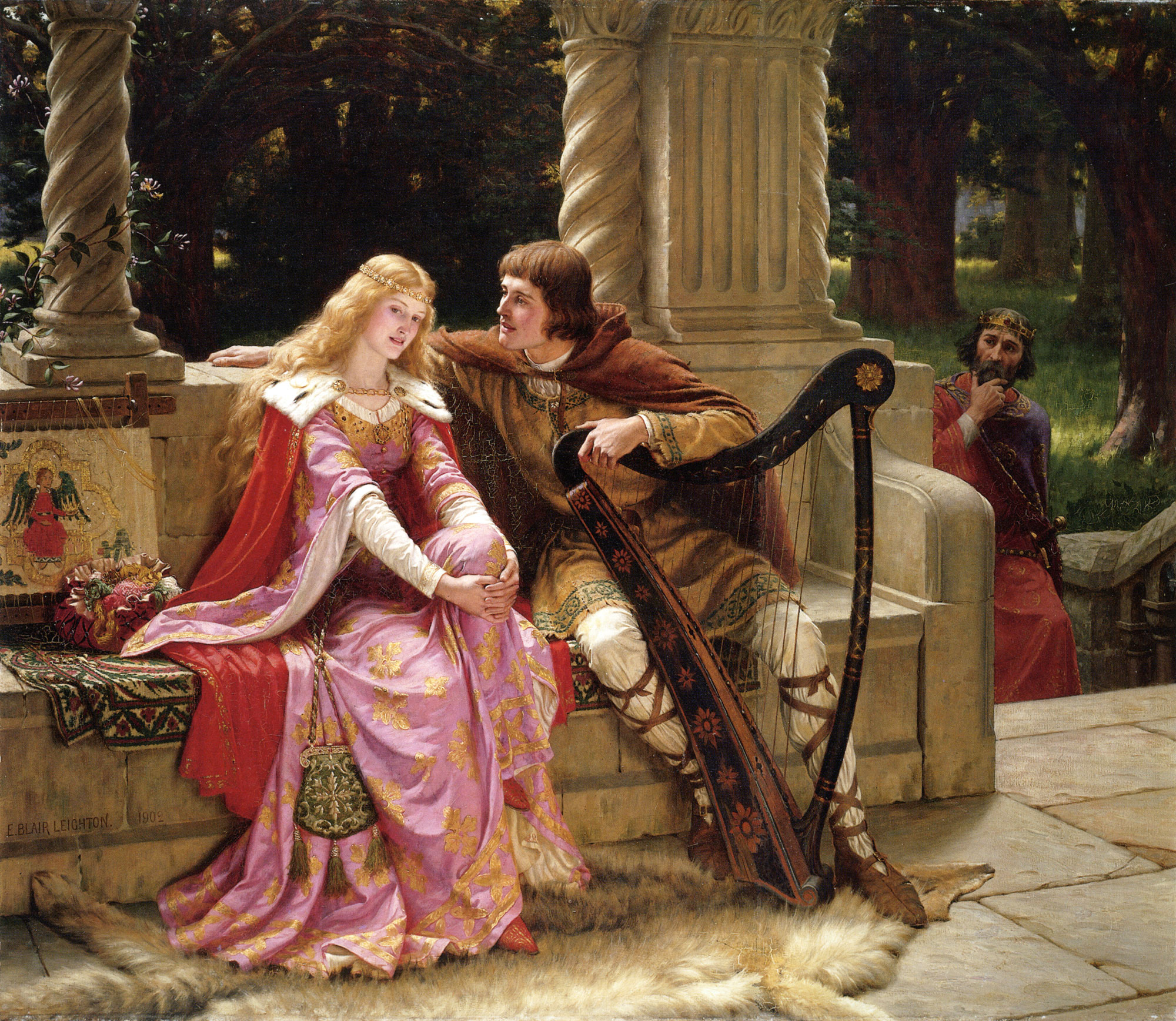
Tristan und Isolde. Gemälde von Edmund Blair Leighton, 1902

Minne (mittelhochdeutsch „feine, höfische Liebe“; okzitanisch fin'amor [fina'mu']; französisch amour courtois; englisch courtly love) war die untrennbar mit spirituellen und kreativen Bestrebungen verbundene, idealisierte Liebe zwischen Mann und Frau, die während der Gotik (etwa 1186–1425) zur höchsten Blüte in Literatur, Musik und Kultur der feinen, höfischen Gesellschaften Europas fand. Die Gotik sah eine Explosion intellektueller Aktivität, die durch die Gründung zahlreicher Universitäten wie z. B. in Paris (1200), Oxford (1249), Prag (1348) oder Heidelberg (1386) gefördert wurde. Diese Institutionen wurden zu Zentren des Wissens und der wissenschaftlichen Methodik, wie der Scholastik. Die gotische Zeit war geprägt von der Idee eines universalen Wissens, das sowohl theologische als auch weltliche Erkenntnis integrieren sollte. Geistige Debatten und strukturiertes Denken erreichten eine neue Tiefe. Die Hochschätzung des Lichts und die Erhebung der Architektur in den Himmel spiegeln den metaphysischen Charakter der gotischen Epoche wider. Als Reaktion auf die sozialen Spannungen, die von einer wachsenden Bedeutung der Städte und den Umbrüchen der entstehenden Geldwirtschaft geprägt war, kamen auch die Bettelorden auf. Bei der Minne war es der Ritter, der selbstlos sein ganzes Leben lang eine unerreichbare Dame als Ideal verehrte. Sie war seine Muse, die Verkörperung der Schönheit, Anmut und Grazie, die ihn dazu bewegte, edel, spirituell und von hohen Absichten getragen zu sein.
Der helle Schein mittelalterlicher Romantik als Vorbild für Beziehungen ist heute nur noch in seiner höchsten Blüte erhalten, in den Liedern der Minnesänger und in den Höfischen Liebesromanen von Dichtern wie Chrétien de Troyes. Seit dem 18. Jahrhundert wird Minne als literatur- und rechtsgeschichtlicher (bzw. Minnesang als musikgeschichtlicher) Fachbegriff gebraucht, seit dem 19. Jahrhundert höfische Liebe als Synonym.

## Etymologie

Fränkisches Reich 879–1007

Der Begriff Minne erfuhr durch die Epochen der Zeitgeschichte einen radikalen Bedeutungswandel.

### 769 bis 1007 Von der althochdeutschen Minna zur mittelhochdeutschen Minne
Aus dem althochdeutschen minnōn für ‘lieben, verehren’ bzw. minna für ‘helfende, fürsorgliche, auch religiöse Liebe, Zuneigung, Gedenken, Eifer, Verlangen’ wurde 769 bis 1007 im Frankenreich, das von der Vision eines gereinigten, spirituell erlösten, vereinten christlich / katholischen (allumfassenden) Europa unter Führung eines göttlich legitimierten Herrschers geprägt war (s. Bild rechts), das mittelhochdeutsche Verb minnen für ‘lieben, beschenken, sich für etw. erkenntlich zeigen’ bzw. das Nomen minne für ‘freundliches Gedenken, freundschaftliche, sinnliche, religiöse Liebe’, auch ‘Beischlaf, Geliebte, Abschiedstrunk’.

### 1186 bis 1425 Minne als feine, höfische Liebe („hohe Minne“)
Daraus entwickelte sich 1186 bis 1425 in den höfischen Gesellschaften Europas die Minne als spirituell-sinnliche, feine, höfische Liebe. In der Originalliteratur des europäischen Mittelalters erscheint das Synonym höfische Liebe zwar nur im okzitanischen Gedicht Cortez Amors von Peire d'Alvernhe aus dem späten 12. Jahrhundert. Doch aus Gründen der Distinktion war es auch nur der Adel, der durch Sensibilisierung und Spiritualisierung das bewusste Wahrnehmen als Schlüssel zum Leben und zur Erlösung auf dem achtsamen Weg der spirituellen Sinnlichkeit bzw. der hohen Schule spiritueller Erotik kultivieren konnten.

### 1365 bis 1663 Minne als verrohte, bäurische Liebe („niedere Minne“)
Tatsächlich wurde mit dem Niedergang des Rittertums 1365 bis 1603 Minne immer mehr zur Bezeichnung für die verrohte, weltliche, bäurische, trieb- und tierhafte Liebe („niedere Minne“), wie sie in einigen derben Texten thematisiert und immer stärker auf den sexuellen Aspekt reduziert wurde, so dass das Wort zur Bezeichnung „edlerer“ Gefühle zur Zeit der Reformation und Renaissance schließlich nicht bloß untauglich wurde, sondern tabu war und so zunehmend durch das Wort Liebe ersetzt wurde, bis es quasi ausstarb.

### 1603 bis 1847 Minne als Literatur- und Rechtsgeschichtlicher Begriff
Erst die Beschäftigung mit der mittelalterlichen Literatur im 18. Jahrhundert (durch Bodmer und Breitinger) brachte Minne als literatur- und rechtsgeschichtlichen (bzw. Minnesang als musikgeschichtlichen) Fachbegriff wieder in Gebrauch.

### 1802 bis heute: Höfische Liebe als Synonym
Die moderne Verwendung des Begriffs höfische Liebe kommt von Gaston Paris. Er verwendete den Begriff amour courtois („höfliche Liebe“) in einem Artikel von 1883, in dem er die Beziehung zwischen Lancelot und Guinevere im Höfischen Liebesroman Lancelot oder der Karrenritter von Chrétien de Troyes beschreibt. Paris benutzte den Ausdruck noch nicht als Fachbegriff, sondern austauschbar mit amour chevaleresk. Doch begannen andere Wissenschaftler nach ihm, höfische Liebe als Fachbegriff zu etablieren. 1896 bezeichnete Lewis Freeman Mott Dantes Liebe zu Beatrice im Vita Nova (1293) als höfische Liebe, obwohl Dante und Beatrice keinen hellen Schein mittelalterlicher Romantik lebten und sich nur zweimal in ihrem ganzen Leben trafen. Doch die Art und Weise, in der Lancelot und Dante selbstlos ihr ganzes Leben lang eine unerreichbare Dame als Ideal verehrten, ähnelt sich. 1936 veröffentlichte C. S. Lewis seine Studie mittelalterlicher Tradition The Allegory of Love, die den Begriff höfliche Liebe popularisierte. 1964 unterschied Moshe Lazar, Professor für vergleichende Literatur und Drama an der University of Southern California (und der Gründer der vergleichenden Literaturabteilung der Schule), drei verschiedene Kategorien innerhalb der „höflich lieben“. Dorothea Wiercinski trennt in ihrer niederdeutschen Studie Minne (1964) das althochdeutsche minna vom altnordischen minni und fasst die Minne von Anfang an als ‘verbindende geistige Gesinnung der Glieder einer Gemeinschaft und deren konkrete körperliche Ausdrucksformen’ auf.

## Geschichte

### 1007 bis 1226 Keim in Rittertum
Mit dem Aufstieg des Rittertums feierten Troubadoure, Poeten und Minnesänger die Frauen und deren Liebe in einer Art. Mittelalterliche Philosophen und Kirchenmänner wie Albertus Magnus (1200–1280) rangen mit der Vorstellung des Augustinus einig, dass der Fall des Menschen direkt mit den sinnlichen Ausschweifungen verbunden sei, und stellten fest, dass nicht sinnliches Vergnügen (Emotio) schlecht sei, sondern der Verlust der Vernunft (Ratio) – eine Ansicht, die auch Thomas von Aquin (1225–1274) vertrat. Dieser hielt Begierde und Vergnügen nicht an sich für falsch, sondern sah das Böse darin, dass die rationalen Fähigkeiten in der sexuellen Ekstase untergehen.
Sprache und Bilder der menschlichen Liebe wurden von den christlichen Mystikern benutzt, um Allegorien der ursprünglichen, vollkommenen und allumfassenden, göttlichen Liebe darzustellen. Zahlreiche feinsinnige Schriftsteller machten kaum eine Unterscheidung zwischen heiliger und profaner Liebe, während andere dachten, die von Gott verliehenen geistigen Gaben und Tugenden seien dieselben wie diejenigen, die ein Liebender von seiner Geliebten empfängt. Dies ist die Essenz des amour courtois (frz. „höfische Liebe“). Der Augustinerchorherr und Mystiker Richard von St. Viktor (1110–1173) sah als Ziel des geistigen Wegs die „Engelsgleichheit“, der alles spirituelle Leiden und Kämpfen galt. Er verglich die Aufgabe der Seele mit den Freuden und Qualen der Liebe:

„Denn wenn er einmal in die lichtumflutete Glorie des Engelhaften gelangt ist … wie können wir uns seine heimlichen Liebessehnsüchte vorstellen, die tiefen Seufzer, die unaussprechlichen Klagen!“

Diese Verehrung der göttlichen Eigenschaften der menschlichen Liebe wurden von der heiligen Hildegard von Bingen (1098–1179), einer der erstaunlichsten Mystikerinnen des Mittelalters, sehr delikat und gefühlvoll erforscht. Sie sah Frauen als Verkörperung der Liebe eines Mannes, der seinerseits von Gott inspiriert wurde. Eine lebende Frau ist daher die Mittlerin, die die Seele eines Mannes durch die Erfahrung der irdischen Liebe zur Erleuchtung führt:

„Dann schien es mir, dass ich ein Mädchen sehe von strahlender Schönheit, mit einer so blendenden Helligkeit in ihrem Gesicht, dass ich sie nicht voll ansehen konnte. Sie trug einen Mantel weißer als Schnee, leuchtender als Sterne, ihre Schuhe waren aus reinem Gold. In ihrer rechten Hand trug sie Sonne und Mond, die sie liebevoll streichelte. Auf ihrer Brust hatte sie ein elfenbeinernes Medaillon, auf dem in saphirnen Umrissen das Bild eines Mannes erschien. Und alle Schöpfung nannte dieses Mädchen die höchste Herrin. Das Mädchen begann zum Bild auf ihrer Brust zu sprechen. Ich war mit Dir am Anfang, in der Morgendämmerung Deiner Kraft und in der Helligkeit alles dessen, was heilig ist, ich gebar Dich aus meinem Schoß vor dem Stern des Tages. Und ich hörte eine Stimme, die sagte zu mir: 'Das Mädchen, das du schaust, ist die Liebe; sie lebt in der Ewigkeit.'“

Hildegard glaubte wie alle höfischen Liebhaber des Mittelalters, dass Männer und Frauen durch Liebe ihren göttlichen Kern erreichen konnten, so dass „die ganze Erde ein einziger Garten der Liebe werden würde“. Und diese Liebe musste ganz sein, ein vollständiger Ausdruck der Einheit, ausgedrückt durch Körper und Seele, denn wie sie schrieb, „es ist die Macht der Ewigkeit selbst, die die physische Vereinigung geschaffen hat und bestimmt, dass zwei Menschen körperlich Eins werden sollen.“
Die Welt der höfischen Liebe, Ritterlichkeit und Anbetung der Frauen – sowohl der lebenden als auch der göttlichen – entwickelte sich während der romanischen Epoche und gelangte in der darauffolgenden, gotischen Epoche zur höchsten Blüte. Aus dem Orient zurückkehrende Kreuzritter brachten einen frischen Wind in die triste Welt des Mittelalters. Als sich die Handelsrouten öffneten, kamen Seide, Satin, exotische Gewürze und Juwelen aus Spanien, Kleinasien und der arabischen Welt. Luxus, Sinnlichkeit und Eleganz herrschten an den Höfen – und fanden ihren Ausdruck in Liedern, Balladen und Romanzen., die von den Troubadours von einem Schloss zum anderen getragen wurden. Diese Verse bilden ein großes, zu einem großen Teil allegorisches literarisches Werk – es verbarg wie die Alchemie, eine weitere mittelalterliche Subkultur, das mystische Wissen des Ostens: Tantra, die hohe Schule spiritueller Erotik, das Benennen und Personifizieren von Gefühlen und die Anerkennung der weiblichen Grazie und Weisheit fanden hier ihren Ausdruck. Herzog Wilhelm IX. (Aquitanien) (1071–1126), bekannt als der erste Trobador (BdT 183), schuf eine neue Form der Liebesdichtung, deren zentrales Motiv der Ritter war, der selbstlos sein ganzes Leben lang eine unerreichbare Dame als Ideal verehrte. Sie war seine Muse, die Verkörperung der Schönheit, Anmut und Grazie, die ihn dazu bewegte, edel, spirituell und von hohen Absichten getragen zu sein. Mächtige Edeldamen wie Eleonore von Aquitanien (1124–1204) wurden zu Schutzherrinnen der Dichter und versahen sie oft mit dem Rohmaterial für ihre höfischen Liebesromane. Eleonore war aus eigenem Recht regierende Herzogin von Aquitanien, durch Heirat erst Königin von Frankreich (1137–1152), dann Königin von England (1154–1189) und eine der einflussreichsten Frauen des Mittelalters. Sie brachte das Ethos der höfischen Liebe an den französischen und englischen Königshof, ihre Tochter Marie de Champagne (1145–1198) in die Champagne. So verbreitete sich das Konzept rasch in ganz Frankreich und anderen Teilen Europas.

### 1186 bis 1425 Blüte im transzendenten Streben und geistigen Universalismus der Gotik
Die feine, höfische Liebe verlangte – wenn nicht im täglichen Leben, so doch zumindest in der Dichtung – eine unkörperliche Beziehung zwischen den Liebenden. Ein Durchbrechen dieser Grenze der Enthaltsamkeit hätte die Gültigkeit der Bindung zerstört. Der Ritter und seine Dame hätten niemals eine sexuelle Beziehung haben können. Sie hatte in der Regel einen adligen Ehemann, der meist älter war als sie (die Ehe war natürlich arrangiert worden), dem sie ihr Leben lang verpflichtet war und dem sie Kinder gebar. In den Augen ihres Ritters beeinträchtigte ihre Erfahrung von Sexualität und Mutterschaft keineswegs ihre Reinheit; doch damit war sein einziger Ausweg, seine sexuellen Bedürfnisse zu befriedigen und Nachkommen zu zeugen, eine Hure oder eine „gewöhnliche“ Frau.
Höfische Liebe konnte es innerhalb einer Ehe nicht geben, denn dann wäre die Frau zu einer gewöhnlichen Sterblichen geworden und nicht mehr Symbol des ewigen Strebens des Mannes. Durch ihre Ehe und ihre gesellschaftliche Stellung, die meist höher war als die des Ritters, war und blieb die Dame außer Reichweite. Er wiederum war und blieb außerhalb ihrer Reichweite, weil er stets gefährliche ritterliche Abenteuer zu bestehen und auch ihr Ehegelöbnis zu respektieren hatte. Im Hintergrund dieser fantastischen Vereinigung wachte die Figur des respektierten, aber gefürchteten ehelichen Gebieters, dessen Gegenwart das Ausagieren des Begehrens hemmte und gleichzeitig anregte. Es gibt nichts Reizvolleres als das Verbotene; dies ist der Impuls, der dem ödipalen Komplex seine große und anhaltende Macht verleiht. So hielten sich die höfisch Liebenden in Leidenschaft entflammt und litten unter einem intensiven Begehren, das nicht befriedigt werden durfte. Dieses Leiden sollte ihnen eine höhere Ebene der Liebe erschließen und sie in der Ekstase einer göttlichen Welt vereinigen. Besaß der Ritter nur ein wenig Talent, so würde ihn dies auch zu einigen wunderschönen Gedichten beflügeln.
Als Rückschau auf diese Glanzzeit wurden später berühmten Dichtern dieser Generation (Wolfram von Eschenbach, Walther von der Vogelweide) und fiktiven Konkurrenten (Klingsor als Romanfigur aus Wolframs Parzival, Heinrich von Ofterdingen) dialogische Strophen eines Minnesangwettstreits in den Mund gelegt. 2002 wurde im Palas auf der Wartburg ein dreitägiges Mittelalterfest als Sängerkrieg aufgeführt. Die in mittelalterlicher Kostümierung erschienenen Künstler spielten mit musikalischen Klängen und Gesängen auf dem mit etwa 900 Besuchern ausverkauften Gastspiel.

## Merkmale
In dem Buch Traumvorstellung von Liebe. (1987) verfolgt Robert A. Johnson das Phänomen unserer westlichen Voreingenommenheit vom Verliebtsein zurück bis ins 12. und 13. Jahrhundert, zum Kult der höfischen Liebe. Er beschreibt die höfische Liebe als das machtvolle Auftreten eines weiblichen Archetyps im kollektiven Bewusstsein, der bis dahin von einer allzu patriarchalisch und rigide gewordenen Kultur geleugnet worden war. Die Erlösungssehnsucht, das Verlangen nach Gott sei „feminin“ in seiner Beziehung zu Gefühlen, zur Fantasie und der ozeanischen Welt der Mutter-Kind-Symbiose, und deshalb sei es Symbol eines allgemeinen menschlichen Bedürfnisses.
- Ideal der unerreichbaren Liebe: Die Minne betonte oft die Unerreichbarkeit der Dame als Ideal, die in einer überhöhten, fast göttlichen Weise verehrt wurde. Diese Unerfüllbarkeit führte zu einem inneren Konflikt des Minnenden, der jedoch als Quelle der Inspiration und moralischer Läuterung betrachtet wurde.
- Soziale Hierarchie: Die Minne war oft asymmetrisch. Ein Ritter oder Dichter verehrte eine adlige Dame, die in der Regel verheiratet und ihm sozial überlegen war. Dieses Konzept wurde auch als hohe Minne bezeichnet.
- Ethik und Tugendhaftigkeit: Die Minne diente nicht nur der Unterhaltung, sondern hatte eine didaktische Funktion. Sie propagierte ritterliche Tugenden wie Treue, Tapferkeit und Höflichkeit.
- Künstlerischer Ausdruck: Minnedichtung fand Ausdruck in Liedern, Balladen, Höfischen Romanen, die alle Gefühle des Werbenden, die Schönheit der Dame und die Ekstase des Leids unerfüllter Liebe schilderten. Wichtige Formen waren der Minnesang in Deutschland und die Canso in der provenzalischen Literatur.

Der Begriff Minne bezeichnete im frühen und hohen Mittelalter ganz allgemein die positive mentale und emotionale Zuwendung, das „freundliche Gedenken“, und wurde für die Beziehung der Menschen zu Gott und für Beziehungen der Menschen untereinander in sozialer, karitativer, freundschaftlicher, erotischer und sexueller Hinsicht gebraucht. Besonders charakteristisch für die höfische Kultur des Hochmittelalters wurde die Thematisierung speziell eines Aspekts: Des gesellschaftlichen Umgangs und der emotional-erotischen Beziehung zwischen Männern und Frauen. Diese Seite der Minne, die sich weitgehend mit der heutigen Idee der (Geschlechter-)Liebe deckt, wurde in Deutschland seit 1170 zu einem zentralen Thema in der Lyrik (Minnesang) und Epik (höfischer Roman). In diesem Prozess erfuhr Minne eine Stilisierung zu einem Ideal platonischer Liebe, das vor allem den unverbrüchlichen ritterlichen Dienst für eine Dame, die Unterwerfung unter ihren Willen und die Werbung um ihre Gunst bedeutete (so genannte Hohe Minne). Vor allem im 12. bis 14. Jahrhundert bezeichnete Minne diesen „fin’amors“ oder „amour courtois“ (höfische, adlige Liebe) der romanisch geprägten Ritterkultur. Die autobiografische Erzählung Ulrichs von Liechtenstein über seinen Frauendienst berichtet humorvoll im Detail von den zuweilen fast grotesken Diensten, die ein Ritter für seine Dame vollbringen sollte. Es ist umstritten, ob dieses Ideal, das vor allem in der Gesellschaftskunst des Minnesangs gepflegt wurde, auch eine Bedeutung für das reale Leben des Ritterstandes hatte oder ob es sich eher um ein literarisches, fiktionales Spiel handelte.

## Literatur- und Musiktradition

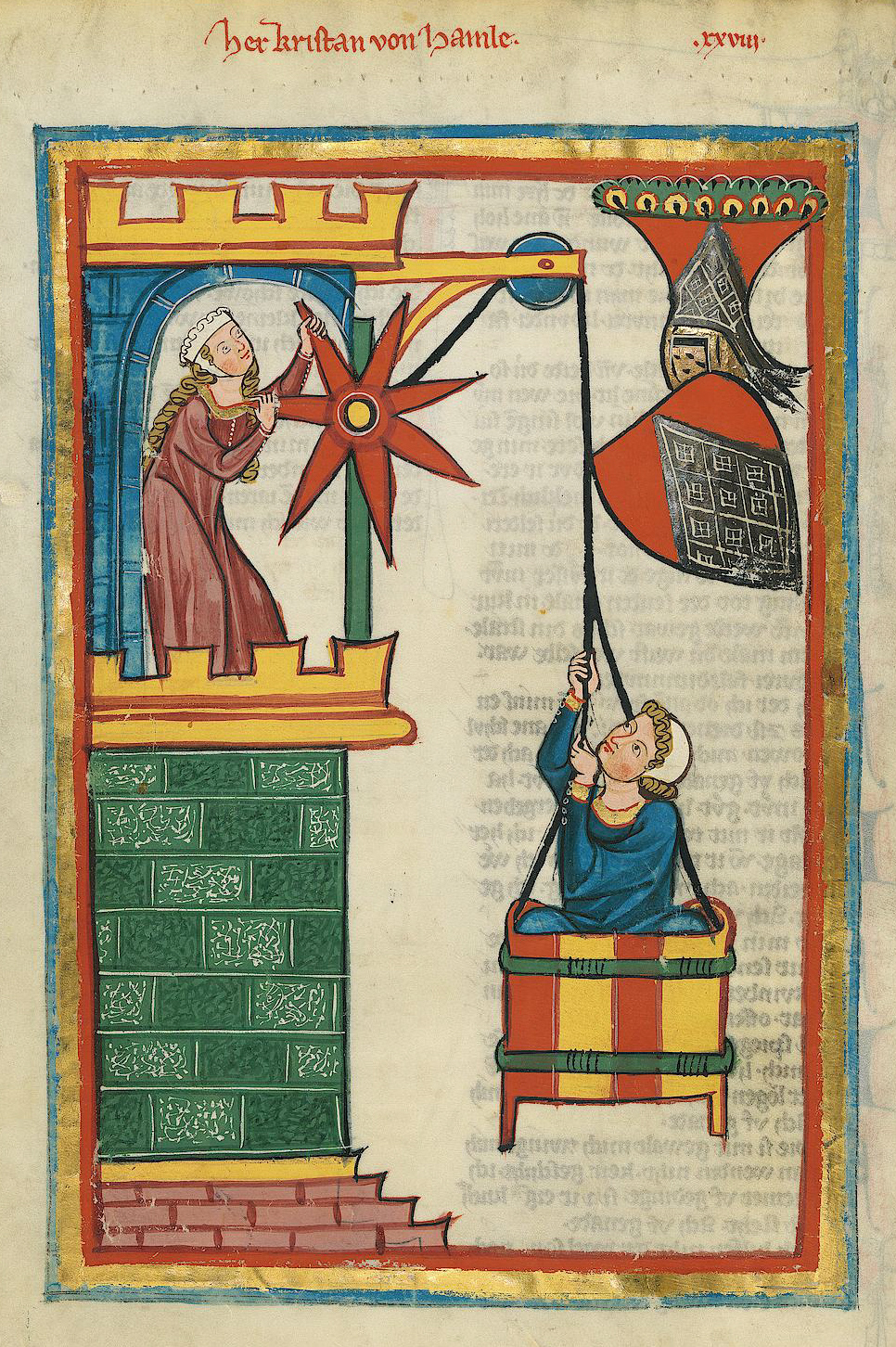
Erhörung eines Bewerbers („Her[r] Kristan von Hamle“) im Codex Manesse